# Sheila May Edmonds
Pour les articles homonymes, voir Edmonds.
Sheila May Edmonds (1er avril 1916 - 2 septembre 2002) est une mathématicienne britannique, chargée de cours à l'Université de Cambridge et vice-principale du Newnham College de 1960 à 1981.

## Jeunesse et éducation
Née à Kingston, dans le Kent, Edmonds étudie au Wimbledon High School et entre au Newnham College de Cambridge en 1935 pour étudier pour le Mathematical Tripos. À cette époque, les femmes pouvaient assister à des cours et passer des examens, mais n'étaient pas autorisées à obtenir un diplôme. Elle réussit le premier cycle et termine la partie II en tant que wrangler, nomenclature de Cambridge pour un étudiant obtenant un prix de première classe. Elle obtient une distinction dans la partie III, et étudie ensuite pour un doctorat avec Godfrey Harold Hardy. Au cours de ses recherches doctorales, elle passe un an au Westfield College de Londres et un an à l'Université de Paris. Elle obtient un doctorat pour sa thèse "Some Multiplication Problems" en 1944.

## Carrière
Les premiers articles d'Edmonds sont publiés alors qu'elle étudie pour son doctorat, dont deux en 1942 sur les séries infinies et sur les transformations de Fourier. Cela conduit à une série d'articles au cours des années suivantes, explorant ces sujets et s'appuyant sur sa recherche de doctorat sur le théorème de Parseval.
Elle est une enseignante dévouée, supervisant des étudiants dans toutes les branches des Mathématiques pures et appliquées, ainsi que des cours dans les tripos mathématiques. Edmonds siège au conseil de mathématiques de la faculté universitaire pendant de nombreuses années et en est présidente en 1975 et 1976.
En 1960, Edmonds est nommée vice-principale de Newnham, l'un des postes supérieurs du collège, qu'elle occupe jusqu'à sa retraite en 1981. Elle siège également au Syndicat des examens locaux de l'Université de Cambridge et aux conseils d'administration de plusieurs écoles, dont Rodean.